# 森特鲁-杜吉列尔梅
森特鲁-杜吉列尔梅是巴西马拉尼昂州的一个市镇。总面积1074.039平方公里，总人口6742人，人口密度6.3人/平方公里。